# Let Them Talk
Let Them Talk é o álbum de estreia do ator, escritor e músico inglês Hugh Laurie.
O álbum, composto de regravações de clássicos do blues, foi lançado em 9 de maio de 2011. Algumas canções são colaborações com artistas conhecidos do meio, como Tom Jones, Irma Thomas e Dr. John. Hugh Laurie toca piano e guitarra além de cantar. As gravações contaram ainda com o guitarrista Kevin Breit e o saxofonista Vincent Henry. O álbum foi produzido por John Henry e tem arranjos compostos por Allen Toussaint.
Hugh Laurie estreou algumas músicas numa apresentação num pequeno clube de Nova Orleans em março de 2011.

## Faixas
| N.º            | Título                                                     | Duração |  |
| 1.             | "St. James Infirmary"                                      | 6:25    |  |
| 2.             | "You Don't Know My Mind"                                   | 3:39    |  |
| 3.             | "Six Cold Feet"                                            | 4:55    |  |
| 4.             | "Buddy Bolden's Blues"                                     | 3:12    |  |
| 5.             | "Battle of Jericho"                                        | 3:47    |  |
| 6.             | "After You've Gone" (com Dr. John)                         | 4:09    |  |
| 7.             | "Swanee River"                                             | 2:43    |  |
| 8.             | "The Whale Has Swallowed Me"                               | 3:37    |  |
| 9.             | "John Henry" (com Irma Thomas)                             | 3:34    |  |
| 10.            | "Police Dog Blues"                                         | 3:33    |  |
| 11.            | "Tipitina"                                                 | 5:06    |  |
| 12.            | "Winin' Boy Blues"                                         | 2:59    |  |
| 13.            | "They're Red Hot"                                          | 1:11    |  |
| 14.            | "Baby, Please Make a Change" (com Tom Jones e Irma Thomas) | 4:57    |  |
| 15.            | "Let Them Talk"                                            | 4:10    |  |
| Duração total: | Duração total:                                             | 57:57   |  |

| Bônus da edição especial |                             |         |  |
| N.º                      | Título                      | Duração |  |
| 16.                      | "Guess I'm a Fool"          | 3:09    |  |
| 17.                      | "It Ain't Necessarily So"   | 3:46    |  |
| 18.                      | "Lowdown, Worried and Blue" | 4:14    |  |
| Duração total:           | Duração total:              | 69:06   |  |